# Stefan Bengtson
Stefan Bengtson, né en 1947 à  Gällivare et mort le 17 octobre 2024 à Rome, est un paléontologue suédois. Il est professeur émérite de paléontologie et conservateur en chef du département de paléozoologie au sein du muséum suédois d'histoire naturelle de Stockholm.

## Biographie

### Formation
Stefan Bengtson détient un doctorat de l'université d'Uppsala, en 1977. Sa thèse s'intitule « Aspects de fossiles problématiques du début du Paléozoïque ».

### Carrière universitaire
Bengtson traite de l'évolution précoce des animaux, en particulier au cours de l'explosion cambrienne.
En 1983, il propose une phylogénie des conodontes, proposant l'évolution partant des protoconodontes au Cambrien, aux éléments de composition essentiellement organique, puis par minéralisation progressive des éléments, passant par les paraconodontes, pour finir par les euconodontes, aux éléments totalement minéralisés par de l'apatite.
▲

 └─o Protoconodonta (éteint)

      └─o Paraconodontida (éteint)

           └─o Euconodonta (éteint)

En 1992, il reçoit la médaille Charles Doolittle Walcott de l'académie nationale des sciences des États-Unis. En 2003, il intègre l'Académie royale des sciences de Suède.
En 2017, son équipe découvre dans les monts Vindhya le plus ancien fossile multicellulaire d'eucaryote qui serait une algue rouge filamenteuse vieille de 1,7 milliard d'années. 

## Publications
Cette liste ne se veut pas exhaustive.
- (en) Aspects of problematic fossils in the early Palaeozoic (thèse de doctorat), Stockholm, Almqvist & Wiksell, 1997, 71 p. (ISBN 978-91-554-0614-1)
- (en) Stefan Bengtson (dir.), Early life on earth, New York, Columbia University Press, 1994, 630 p. (ISBN 978-0-231-08088-0, lire en ligne)
- (en) Stefan Bengtson (dir.), Early Cambrian fossils from South Australia, Brisbane, Association of Australasian Palaeontologists, 1990, 364 p. (ISBN 978-0-949466-08-2)
  - (en) Bengtson S., 1990. Protoconodonts. In: S. Bengtson, S. Conway Morris, B.J. Cooper, P.A. Jell, and B.N. Runnegar (eds.), Early Cambrian Fossils From South Australia, 330–333. Association of Austrasian Paeontologists, Brisbane.
- (en) Bengtson S., 1983. The early history of the Conodonta. Fossils and Strata 15, pages 5–19 (lire en ligne).
- (en) Bengtson S., 1976. The structure of some Middle Cambrian conodonts, and the early evolution of conodont structure and function. Lethaia 9, pages 185–206.